# Ford Del Rey
Pour les articles homonymes, voir Del Rey.
La Ford Del Rey est une familiale routière produite par Ford Brésil au Brésil entre 1981 et 1991. C'était une successeur de la populaire Ford Corcel. Comme la Ford Corcel, la Del Rey était exclusivement conçue pour le Brésil, mais elle était également vendue au Chili, au Venezuela, en Uruguay et au Paraguay.
La Del Rey était proposée en coupé deux portes, en berline quatre portes ou en break trois portes. Un prototype de cabriolet deux portes a également été présenté en 1982, mais il n'est jamais entré en production. Le véhicule a été proposé dans de nombreux modèles, à l'origine sous les noms de Prata (argent), version de base, et Ouro (or), version haut de gamme, entre 1981 et 1984. Entre 1985 et 1991, les versions (de la plus basique à la plus haut de gamme) étaient L, GL, GLX et Ghia. Elle était proposée avec deux moteurs, un moteur CHT quatre cylindres en ligne de 1,6 L et un quatre cylindres en ligne de 1,8 L développé par Volkswagen, tous deux alimentés à l'essence ou à l'éthanol. Les transmissions étaient une manuelle à cinq vitesses standard et une automatique à trois vitesses en option. La Del Rey a été remplacée par la Ford Versailles en 1991, qui était basée sur la Volkswagen Santana, construite dans le cadre d'une association entre Ford et Volkswagen appelée Autolatina.